# جيري نيجمان
جيري نيجمان (بالهولندية: Jerry Nijman)‏ (مواليد 10 أغسطس 1966) هو ملاكم هولندي، مثّل بلاده في الألعاب الأولمبية الصيفية 1992.

## روابط خارجية
جيري نيجمان على موقع أوليمبيديا (الإنجليزية)